# Walferdange
Walferdange é uma comuna do Luxemburgo, pertence ao distrito de Luxemburgo e ao cantão de Luxemburgo.

## Demografia
Dados do censo de 15 de fevereiro de 2001:
- população total: 6.437
  - homens: 3.068
  - mulheres: 3.369

- densidade: 911,76 hab./km²

- distribuição por nacionalidade:

| Nacionalidade  | População | %      |
| -------------- | --------- | ------ |
| luxemburgueses | 3.789     | 58,86% |
| estrangeiros   | 2.648     | 41,14% |
| - portugueses  | 696       | 10,81% |
| - franceses    | 403       | 6,26%  |
| - italianos    | 265       | 4,12%  |
| - belgas       | 233       | 3,62%  |
| - alemães      | 212       | 3,29%  |
| - iuguslavos   | 127       | 1,97%  |
| - outros       | 712       | 11,06% |

- Crescimento populacional:

| Ano        | População |
| ---------- | --------- |
| 15/02/2001 | 6.437     |
| 01/01/2002 | 6.451     |
| 01/01/2003 | 6.495     |
| 01/01/2004 | 6.628     |
| 01/01/2005 | 6.604     |